# Zbigniew Emirsajłow
Zbigniew Paweł Emirsajłow – polski inżynier, profesor nauk technicznych.

## Życiorys
W 1978 ukończył studia na kierunku automatyka i metrologia elektrycznej w Politechnice Szczecińskiej, w 1983 obronił pracę doktorską Zastosowanie metody Fouriera w problemach sterowania docelowego dla równania ewolucji II rzędu, której promotorem był prof. Stanisław Skoczowski. W 1993 habilitował się na podstawie monografii The linear quadratic control problem for infinite dimensional systems with terminal targets. W 2007 uzyskał tytuł profesora nauk technicznych.
Pracuje w Zachodniopomorskim Uniwersytecie Technologicznym w Szczecinie oraz na Uniwersytecie Kaliskim im. Prezydenta Stanisława Wojciechowskiego.

## Odznaczenia
- Medal Amicus Scientiae et Veritatis (1988)
- Srebrny Krzyż Zasługi (2004)[5]